# Góra Grojec
Góra Grojec (365 m n.p.m.) – wapienne wzniesienie znajdujące się w gminie Woźniki na obszarze administracyjnym sołectwa Lubsza. W opinii mieszkańców mylnie przynależy do Psar, jednak z map wynika, że rezerwat leży na terenie Lubszy. Wzgórze to określane jest wśród miejscowej ludności także w wersji zgermanizowanej jako Grojecberg.
Nazwa wzgórza wskazuje, że musiało się na nim kiedyś znajdować jakieś grodzisko lub inny punkt obrony. Dziś nie znajdziemy już po nim żadnego śladu, jednak ukształtowanie terenu może świadczyć o istnieniu tu w przeszłości jakichś budowli. Z tego względu wzgórze jest tematem wielu miejscowych podań i legend. Jedno z nich mówi, że na wzgórzu miał znajdować się gród, który się zapadł. Ten, kto o północy w świetle Księżyca oborze wzgórze dwoma wołami na kolanach, przyczyni się do tego, że gród znów znajdzie się na dawnym miejscu. Legenda o grodzie spisana była po raz pierwszy przez Józefa Lompę. Druga legenda twierdzi, że zamek istniejący niegdyś na wzgórzu miał podziemne przejścia do Psar i Lubszy i że był punktem obrony przed najazdem tatarskim w 1241 r. Inne źródła podają także, że w grodzie na Grojcu miał znaleźć ostatnie schronienie ród Drogosławowiczów – rycerzy-rozbójników, pokonany ostatecznie przez Kazimierza Sprawiedliwego. 
Jak wynika z opisu wzgórza oraz rozległej panoramy, jaka się z niego roztaczała, pozostawionych przez Józefa Lompę, kiedyś szczyt wzgórza nie był tak szczelnie pokryty lasem, jak obecnie. Przez wiele lat miejsce to pełniło funkcje integracyjne dla mieszkańców okolicznych wsi. Na szczycie wzniesienia urządzany był sylwester. W dniu 1 września 1939 r. Góra Grojec leżała na linii obrony wojsk polskich – broniła się tu Krakowska Brygada Kawalerii.
Od 1996 r. wzgórze objęte jest ochroną jako rezerwat przyrody „Góra Grojec”.